# Mormonia levettei
Mormonia levettei là một loài bướm đêm trong họ Noctuidae.